# Хирценхајн
Хирценхајн (њем. Hirzenhain) општина је у њемачкој савезној држави Хесен. Једно је од 25 општинских средишта округа Ветерау. Према процјени из 2010. у општини је живјело 2.865 становника. Посједује регионалну шифру (AGS) 6440011.

## Географски и демографски подаци
Хирценхајн се налази у савезној држави Хесен у округу Ветерау. Општина се налази на надморској висини од 260 метара. Површина општине износи 16,1 km². У самом мјесту је, према процјени из 2010. године, живјело 2.865 становника. Просјечна густина становништва износи 178 становника/km².